# Свети Архангел Михаил (Ървати)
Вижте пояснителната страница за други значения на Свети Архангел Михаил.
„Свети Архангел Михаил“ (на македонска литературна норма: „Свети Архангел Михаил“) е православна църква в преспанското село Ървати, част от Преспанско-Пелагонийската епархия на Македонската православна църква – Охридска архиепископия.

## Местоположение
Цървата е гробищен храм, разположен между двете махали на селото в ограден църковен двор, като над портата има стара камбанария.

## История
Съдейки по архитектурата, църквата е градена в 30-те или 40-те години на ХХ век.

## Описание
Представлява трикорабна сграда със седемстранна апсида на изток с два реда от по четири прозореца от юг и север покрай входовете в наоса. Над главния вход от запад има доградена по-късна камбанария. Във вътрешността няма следи от стенописи - стените са измазани. Иконостасът е двуредов, а иконите са работени според подписите от 1929 до 1937 година.

## Легенда
Местна легенда разказва, че някога църквата е била част от по-голям манастир, където са живели монаси и са имали собствена воденица. Турците намислили да ги изгонят монасите и да вземат воденицата. За тази цел те пуснали слух, че монасите поддържат връзка с неморална жена. Неспособни да устоят на подобни слухове, монасите напуснали предишното си място на пребиваване и я изоставили воденицата. Заселили се в днешната местност Мала калугерица (монасите с по-нисък чин) и Голема калугерица (монасите с по-висок чин).